# Набережна Вікторії
Набережна Вікторії (англ. The Victoria Embankment) — частина набережної Темзи, автомобільна дорога і пішохідна доріжка вздовж північного берега Темзи в Лондоні. Набережна Вікторії простягається від Вестмінстера до Лондонського Сіті.

#### Історія
Спорудження набережної Вікторії почалося в 1865 році. Роботи завершилися в 1870 році під керівництвом сера Joseph William Bazalgette, одного з найкращих англійських цивільних інженерів XIX століття. Підрядником робіт виступив Thomas Brassey. Спочатку, головною причиною споруди набережної була необхідність забезпечити Лондон сучасною системою каналізації. Ще одним важливим міркуванням при будівництві набережної було бажання розвантажити вулиці Стренд і Фліт-стріт від великого скупчення транспорту.
Проєкт передбачав будівництво на береговій смузі Темзи, таким чином, відбувалося звуження річки. Будівельні роботи зажадали покупки і руйнування великої кількості приватної власності в прибережній смузі. Під набережною були прокладені тунелі для District Line, однієї з ліній Лондонського метро. На додаток до нових доріг були розбиті два красивих громадських сади. Один з них виходить на урядові будівлі Вайтхолла і на інші ділянки протягом від моста Гангерфорд до моста Ватерлоо. В садах знаходиться багато скульптур, включаючи пам'ятник серу Joseph William Bazalgette. На ділянці садів між мостом Ватерлоо і вокзалом Чарінг-кросс розташовані велика естрада, де виконуються музичні твори, і ворота колишнього особняка Йорк-хаус. Ці ворота, головна історична пам'ятка особняка, були побудовані в 1626 році для герцога Бекінгема.
|                    |                                     |  |                 |
| Будівництво у 1865 | Секція метрополітену під набережною |  | Голка Клеопатри |

#### Транспорт
Уздовж Набережної Вікторії розташовані такі станції Лондонського метрополітену: «Вестмінстер», «Набережна», «Чарінг-Крос», «Темпл» і «Blackfriars». Також поблизу розташована нині недіюча станція «Aldwych». Можливо, саме зі швидким збільшенням кількості станцій метро вздовж Набережної, пов'язано мале число автобусних маршрутів на цій ділянці. Їх тут тільки 2: № 388 та № 50.
Крім того, Набережна Вікторії раніше була південним закінченням лінії підземного трамвая.

#### Туристичні маршрути
До Набережної Вікторії постійно пришвартовуються кораблі HMS President і HMS Wellington. Також становлять інтерес для туристів давньоєгипетський обеліск в оточенні сфінксів («Голка Клеопатри») і маленький магазинчик під Хангерфордським мостом, званий кіоском Клеопатри.